# Clethrobius vermai
Clethrobius vermai är en insektsart. Clethrobius vermai ingår i släktet Clethrobius och familjen långrörsbladlöss. Inga underarter finns listade i Catalogue of Life.